# 1997
1997 (MCMXCVII) fou un any normal, començat en dimecres segons el calendari gregorià.

## Esdeveniments

### Països Catalans
- 17 de març, Vila-seca de Solcina i Salou, Tarragonès: Port Aventura inaugura la muntanya russa Stampida.
- 13 de setembre, Sueca, Horta de València: Es profana la tomba de Joan Fuster.[1]
- 9 de setembre, Girona: Es constitueix el Centre de Recerca i Difusió de la Imatge
- 26 de setembre, Barcelona: El ple de l'Ajuntament elegeix Joan Clos batlle de la ciutat, després de la renúncia de Pasqual Maragall i Mira que volia optar a la presidència de la Generalitat de Catalunya.
- 27 d'octubre, Barcelona: s'hi publica el primer número en català de l'edició d'"El Periódico de Catalunya".
- 14 de novembre, Barcelona: Tanca les portes el teatre El Molino, del Paral·lel barceloní. Les reobriria en un nou projecte el 2010.[2]
- 4 de desembre: La UNESCO declara Patrimoni de la Humanitat el Palau de la Música Catalana i l'Hospital de la Santa Creu i Sant Pau, ambdós a Barcelona (Catalunya).
- Inauguració del Teatre Nacional de Catalunya, a Barcelona.
- Llançament del grup manresà Boogie Dreams.

### Resta del món
- 23 de febrer, Edimburg, Escòcia: Un grup de genetistes de l'Institut Roslin, dirigits per Ian Wilmut, anuncien que el 5 de juliol de 1996 van aconseguir de fer néixer el primer mamífer clònic, anomenada ovella Dolly.
- 2 de maig, Oviedo, Astúries, Espanya: L'equip científic d'Atapuerca obté el premi Príncep d'Astúries d'investigació.
- 8 de maig: Es detecta l'esclat de raigs gamma GRB 970508, el primer del que se'n pot determinar l'origen.
- 30 de juny:
  - Hong Kong passa de ser una colònia britànica a ser territori de la Xina després de 150 anys.[3]
  - Regne Unit: Es publica el primer llibre de la saga de Harry Potter, Harry Potter i la pedra filosofal.
- 21 de juliol, Pas d'Erketx-Tam: El pas reobre provisionalment.
- 15 d'octubre, Estats Units: Llancen la sonda Cassini-Huygens cap al planeta Saturn.[4]
- 25 d'octubre, Congo-Brazzaville: Per ordre del Tribunal Suprem restablert, investeixen Denis Sassou-Nguesso president del país.[5]
- 30 de desembre, Algèria: els insurgents causen quatre centenars de morts en quatre pobles diferents.[6]
- Es funda la companyia de dansa Mayumana
- Reobertura del Ace Cafe London.
- Estrena de la pel·lícula Bloodsuckers
- Juan Calzadilla rebé el Premio Nacional de Artes Plásticas de Venezuela.
- Es comercialitza la Pasta Barbie.

### Premis Nobel
| Camp                  | Guardonats                                                 |
| --------------------- | ---------------------------------------------------------- |
| Física                | - Steven Chu - Claude Cohen-Tannoudji - William D. Philips |
| Química               | - Paul D. Boyer - John E. Walker - Jens Christian Skou     |
| Medicina o Fisiologia | - Stanley B. Prusiner                                      |
| Literatura            | - Dario Fo                                                 |
| Pau                   | - International Campaign to Ban Landmines - Jody Williams  |
| Economia              | - Robert C. Merton - Myron Scholes                         |

## Naixements

### Països Catalans
- 7 de març, Vilassar de Mar: Alba Farelo –Bad Gyal–, cantant, productora i compositora catalana de dancehall, reggaeton, trap i hip-hop.[7]
- 28 de juny, Ulldecona: Aleix García Serrano, futbolista català
- 21 de juliol, Polinyà de Xúquer: Neus Llinares Lavirgen, futbolista valenciana que ha jugat com a defensa a l'UE Alzira.[8]
- 11 de setembre, Santa Maria del Camí, Mallorca: Elisabet Llabrés Ferrer, ciclista balear.[9]
- 28 d'octubre, Barcelona: Ariana Benedé Jover, activista contra la leucèmia i impulsora del Projecte ARI (m. 2016).[10]
- 6 de novembre, Chișinău, Moldàvia: Aliona Bolsova Zadoinov, tennista catalana d'origen moldau, resident a Palafrugell.[11]

### Resta del món
- 3 de març, Cojímar, Cuba: Camila Cabello, cantant i ex integrant del grup estatunidenc Fifth Harmony.
- 10 de març, Cehegín: Ana Carrasco Gabarrón, pilot de motociclisme espanyola.[12]
- 14 de març, Columbus, Ohio, Simone Biles, gimnasta artística estatunidenca; al 2019, la més llorejada de tots els temps.[13]
- 17 de març, Washington DCː Katie Ledecky, nedadora estatunidenca de distància, medallista d'or olímpica i plusmarquista mundial.[14]
- 19 de juny: Estelle Maskame, escriptora escocesa.
- 22 de juny, Santa Ana, Califòrnia: Dinah-Jane Hansen, cantant i integrant del grup estatunidenc Fifth Harmony.
- 12 de juliol, Mingora (Pakistan): Malala Yousafzai, activista pakistanesa, Premi Nobel de la Pau de l'any 2013.[15]
- 24 d'agost, Northampton, Regne Unit, Alan Walker, DJ i productor britànic d'origen noruec.
- 10 de novembre, Amsterdam, Països Baixos: Igor Szpakowski, actor.

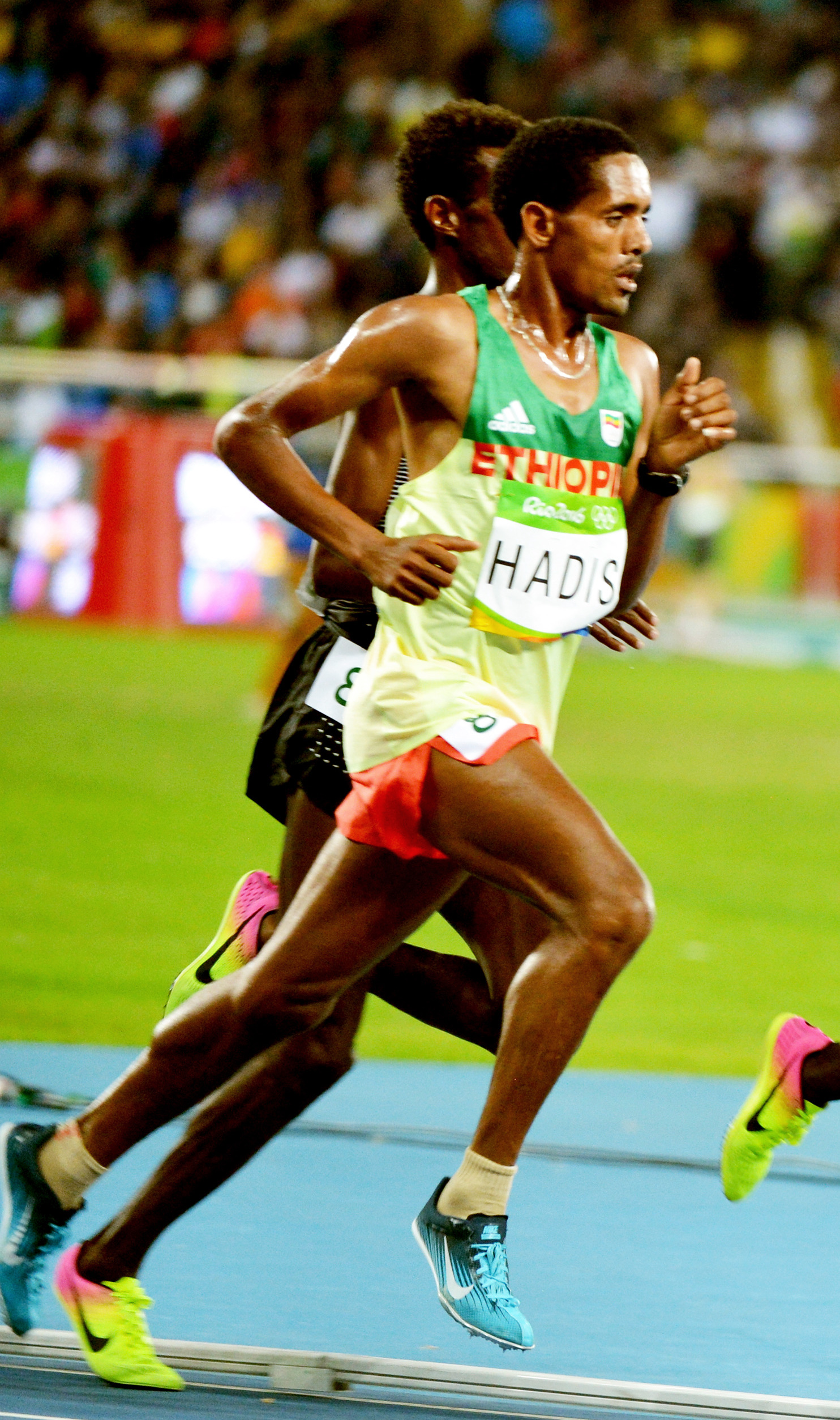
Abadi Hadis (n. 1997)

## Necrològiques
| M/d   | Nom i llinatges | Activitat | Origen     | E  |
| ----- | --------------- | --------- | ---------- | -- |
| 05/12 | Martín Abadía   | ciclista  | aragonés   | 83 |
| 05/29 | Jeff Buckley    | cantautor | californià | 30 |

Categoria principal: Morts el 1997

### Països Catalans
- 2 de gener, Pineda de Mar, Maresme: Joan Coromines i Vigneaux, lingüista català (91 anys).
- 23 de maig, Palma: Remígia Caubet, escultora figurativa mallorquina (n. 1919).[16]
- 12 de març, Esplugues de Llobregat, Baix Llobregat: Angelina Alòs i Tormo, ceramista catalana (n. 1917).[17]
- 3 d'abril, Palma: Maria Dolors Cortey de Ribot, escriptora catalana.[18]
- 25 d'abril, Terrassaː Antolina Boada, locutora de ràdio a Ràdio Terrassa (n. 1910).[19]
- 14 de juny, Barcelona: Mercè Muntanyola i Garriga, historiadora i professora universitària (n. 1912).[20]
- 13 d'agost, Barcelona: Regina Sáinz de la Maza Lasoli, destacada historiadora i medievalista catalana (n. 1945).[21]
- 24 d'agost, Barcelona: Tete Montoliu, pianista català (64 anys).
- 29 de novembre, Barcelona: Mercè Llimona i Raymat, il·lustradora catalana especialitzada en literatura infantil (n. 1914).[22]
- 30 de novembre, Barcelona: Carme Serrallonga, pedagoga i traductora catalana (n. 1909).[23]
- 20 de desembre, Tampico: Cecilia Sanz Sanz, escriptora i metgessa valenciana exiliada del franquisme (n. 1914).[24]
- 21 de desembre, Santanyí, Mallorca: Blai Bonet i Rigo, poeta i novelista.
- Vic, Osona: Antoni Barniol i Verdaguer, sacerdot, vicari, canonge i professor
- Barcelona: Ramon Bou Espinosa, impulsor del moviment associatiu

### Resta del món
- 8 de gener, Berckeley, Califòrnia (EUA): Melvin Calvin, químic estatunidenc, Premi Nobel de Química de l'any 1961 (n. 1911).
- 10 de gener, Cambridge (Regne Unit): Alexander Robertus Todd, químic escocès, Premi Nobel de Química de l'any 1957 (n. 1907).
- 12 de gener, Chicago (EUA): Charles Brenton Huggins, metge canadenc, Premi Nobel de Medicina o Fisiologia de l'any 1966 (n. 1901).
- 7 de març, Cambridge, Massachusetts (EUA): Edward Mills Purcell, enginyer i físic nord-americà, Premi Nobel de Física de 1952 (n. 1912).
- 16 de març, Ljubljana, Eslovènia: Berta Bojetu, poeta, escriptora i actriu eslovena (n. 1946).[25]
- 9 d'abril, Nova York: Helene Hanff, escriptora estatunidenca (n. 1916).[26]
- 12 d'abril, Cambridge, Massachusetts (EUA): George Wald, bioquímic estatunidenc, Premi Nobel de Medicina o Fisiologia de l'any 1967 (n. 1906).[27]
- 23 d'abril, Brisbane: Dorothy Hill, geòloga i paleontòloga australiana, primera presidenta de l'Acadèmia Australiana de Ciències (n. 1907).[28]
- 27 d'abril, l'Havana: Dulce María Loynaz, poeta cubana, figura important de la lírica d'aquest país (n.1902).[29]
- 2 de maig, Locarno, Suïssa: John Carew Eccles, metge australià i Premi Nobel de Medicina o Fisiologia de 1963 (n. 1903).[30]
- 3 de maig, Múrcia (Espanya): Narciso Yepes, guitarrista espanyol (n. 1927).[31]
- 22 de maig, Syosset, Nova York (EUA): Alfred Hershey, químic i bacteriòleg estatunidenc, Premi Nobel de Medicina o Fisiologia de l'any 1969 (n. 1908).[32]
- 29 de maig, Memphis, EUA: Jeff Buckley, cantautor i guitarrista de rock alternatiu, folk-rock i blues estatunidenc (n. 1966).[33]
- 8 de juny, Nigèria: Amos Tutuola, escriptor nigerià (n. 1920).[34]
- 25 de juny, París, França: Jacques-Yves Cousteau, oficial de la marina, oceanògraf i cineasta francès, Premi Internacional Catalunya 1991 (87 anys).[35]
- 2 de juliol, Los Angeles, Califòrnia, EUA: James Stewart, actor estatunidenc (89 anys)
- 12 de juliol, Mingora, Pakistan: Malala Yousafzai, Premi Internacional Catalunya 2013,[36] Premi Nobel de la Pau 2014.[37]
- 16 de juliol, París: Dora Maar, artista plàstica, pintora, fotògrafa i escultora francesa, que tingué relació amb Picasso (n. 1907).[38]
- 18 de juliol, Alice Springs (Austràlia): Eugene Shoemaker (o Gen Shoemaker), un dels fundadors del camp de les ciències planetàries (n. 1928).[39]
- 21 de juliol, Madrid: Victoria Kamhi, pianista turca que deixà la seva carrera quan es casà amb Joaquin Rodrigo (n. 1902).[40]
- 12 d'agost, París: Stéphane Just, dirigent trotskista francès.
- 23 d'agost, Cambridge (Anglaterra): John Kendrew, químic anglès, Premi Nobel de Química de l'any 1962 (n. 1917).[41]
- 31 d'agost, París, França: Diana de Gal·les, mare de Guillem i Enric d'Anglaterra (n. 1961).[42]
- 2 de setembre, Woods Hole, Massachusetts: Mary Sears, oceanògrafa pionera de l'oceanografia moderna (n. 1905).[43]
- 5 de setembre, Antíbol, França: Sir Georg Solti, director d'orquestra hongarès nacionalitzat britànic (n. 1912).[44]
- 17 de setembre, Rancho Mirage, Califòrnia (EUA): Red Skelton, actor estatunidenc (n. 1913).[45]
- 29 de setembre, Nova York, Estats Units: Roy Lichtenstein, pintor, un dels pares del Pop Art (73 anys).[46]
- 19 d'octubre, Madrid: Pilar Miró, reconeguda directora de cinema i realitzadora de televisió (m. 1940)[47]
- 29 d'octubre, Queens, Nova York, Estats Units: Big Nick Nicholas saxofonista i cantant de jazz.
- 9 de novembre, Barcelona: Rosa Balcells i Llastarry, arpista i professora d'arpa catalana (n. 1914).
- 24 de novembre, Neuilly-sur-Seine: Barbara, cantant, autora, compositora i intèrpret francesa.[48]
- 1 de desembre, París, França: Stéphane Grappelli, violinista i jazzman francès (89 anys).[49]
- 25 de desembre, Douarnenez, Françaː Anita Conti, oceanògrafa i fotògrafa francesa (n. 1899).[50]
- Abu Sadat Mohammad Sayem, sisè president de Bangladesh, 1975 -1977).